# UEFA Champions League 2011-2012 (qualificazioni)
Questa voce raccoglie un approfondimento sulle gare di qualificazione dell'edizione 2011-2012 della UEFA Champions League.

## Sorteggio del primo e del secondo turno
Gli accoppiamenti per il primo turno sono stati sorteggiati con il seguente esito:
| Teste di serie | Non teste di serie |
| -------------- | ------------------ |
| F91 Dudelange  | FC Santa Coloma    |
| Valletta       | Tre Fiori          |

Gli accoppiamenti per il secondo turno sono stati sorteggiati con il seguente esito:
| Gruppo 1          | Gruppo 1           | Gruppo 2        | Gruppo 2           | Gruppo 3        | Gruppo 3           |
| Teste di serie    | Non teste di serie | Teste di serie  | Non teste di serie | Teste di serie  | Non teste di serie |
| ----------------- | ------------------ | --------------- | ------------------ | --------------- | ------------------ |
| Maccabi Haifa     | Borac Banja Luka   | Dinamo Zagabria | Dacia              | BATE            | Skonto             |
| APOEL             | Mogren             | Partizan        | Pyunik             | Rosenborg       | Bangor City        |
| Liteks Loveč      | Tobol              | Sturm Graz      | Videoton           | Wisła Cracovia  | HB Tórshavn        |
| Slovan Bratislava | F91 Dudelange      | Viktoria Plzeň  | Valletta           | HJK             | Linfield           |
| Maribor           | Skënderbeu         | Ekranas         | Neftçi Baku        | Malmö           | Flora Tallinn      |
|                   |                    | Zestafoni       | Škendija           | Shamrock Rovers | Breiðablik         |

## Primo turno

### Andata
| Arbitro: | Pilav |

|  |           |                        |
|  | Marcatori | 57’ Legros 79’ Caillet |

| Arbitro: | Muir |

|  |           |                                        |
|  | Marcatori | 43’ Denni 50’ Effiong 70’ (rig.) Agius |

### Ritorno
| Arbitro: | Rossi |

|                   |           |  |
| Abdullei 60’, 89’ | Marcatori |  |

| Arbitro: | Pashaj |

|                               |           |                 |
| Zammit 58’ (rig.) Barbosa 88’ | Marcatori | 21’ (rig.) Lisi |

### Tabella riassuntiva
| Squadra 1       | Totale | Squadra 2     | Andata | Ritorno |
| --------------- | ------ | ------------- | ------ | ------- |
| Tre Fiori       | 1 - 5  | Valletta      | 0 - 3  | 1 - 2   |
| FC Santa Coloma | 0 - 4  | F91 Dudelange | 0 - 2  | 0 - 2   |

## Secondo turno

### Andata
| Arbitro: | Lerjeus |

|  |           |                                                   |
|  | Marcatori | 7’, 40’ (rig.) Bakoš 28’ (rig.) Horváth 72’ Kolář |

| Arbitro: | Radovanović |

|                          |           |                                              |
| Mifsud 43’ Barbosa 90+1’ | Marcatori | 15’ Umeh 22’ Gleveckas 41’ (rig.) Radavičius |

| Arbitro: | Mazeika |

|            |           |                     |
| M. Zec 14’ | Marcatori | 77’, 79’ S. Todorov |

| Arbitro: | Banari |

|                           |           |  |
| Arghus 36’ A. Ibraimi 45’ | Marcatori |  |

| Arbitro: | Shvetsov |

|                    |           |  |
| Šebo 41’ Guédé 81’ | Marcatori |  |

| Arbitro: | Kehlet |

|            |           |  |
| Turner 34’ | Marcatori |  |

| Arbitro: | Özkahya |

|                               |           |  |
| Gelashvili 14’ Dvali 23’, 40’ | Marcatori |  |

| Arbitro: | Valeri |

|                                                 |           |              |
| Amashe 45+1’, 71’, 73’ Yampolsky 72’ Golasa 80’ | Marcatori | 24’ Raspudić |

| Arbitro: | Panayi |

|                             |           |  |
| Rexhepi 58’ Holm 77’ (aut.) | Marcatori |  |

| Arbitro: | Kharitonashvili |

|  |           |                          |
|  | Marcatori | 14’, 75’ Sadik 89’ Sorsa |

| Arbitro: | Valášek |

|  |           |                             |
|  | Marcatori | 52’ Nuno Morais 56’ Manduca |

| Arbitro: | Gautier |

|                                       |           |  |
| Badelj 37’ Krstanović 46’, 65’ (rig.) | Marcatori |  |

| Arbitro: | Attwell |

|                           |           |  |
| Szabics 68’ Kienast 90+2’ | Marcatori |  |

| Arbitro: | Masiah |

|  |           |                 |
|  | Marcatori | 40’ (aut.) Rode |

| Arbitro: | Kuchin |

|                                                     |           |  |
| Vukić 48’ Eduardo 58’ Šćepović 74’ Emini 76’ (aut.) | Marcatori |  |

| Arbitro: | Yordanov |

|                                                            |           |  |
| Skjelbred 43’ Dorsin 48’ Henriksen 72’ Prica 76’ Olsen 86’ | Marcatori |  |

| Arbitro: | Gil |

|            |           |                    |
| Fordyce 5’ | Marcatori | 38’ (rig.) Bressan |

### Ritorno
| Tallinn 19 luglio 2011, ore 17:45 CEST | Flora Tallinn | 0 – 0 referto | Shamrock Rovers | A. Le Coq Arena\| Arbitro: \| Meckarovski \| |
| Arbitro:                               | Meckarovski   |               |                 |                                              |

| Arbitro: | Borg |

|             |           |                                 |
| da Mota 54’ | Marcatori | 26’, 76’ (rig.) Mezga 72’ Berić |

| Arbitro: | Vučemilović-Šimunović Jr. |

|                        |           |                |
| Štepanovský 62’ (aut.) | Marcatori | 16’ Kladrubský |

| Baku 19 luglio 2011, ore 18:00 CEST | Neftçi Baku | 0 – 0 referto | Dinamo Zagabria | Stadio Tofiq Bəhramov\| Arbitro: \| Kaasik \| |
| Arbitro:                            | Kaasik      |               |                 |                                               |

| Arbitro: | Constantin |

|           |           |  |
| Dedura 5’ | Marcatori |  |

| Arbitro: | Kharitonashvili |

|                                                                                             |           |  |
| Ring 37’ Sadik 44’ Zeneli 47’, 54’ Rafinha 52’ Pukki 64’, 67’ Kastrati 66’, 88’ Parikka 71’ | Marcatori |  |

| Arbitro: | Kovařik |

|                           |           |  |
| Njachajčyk 58’ Paŭlaŭ 61’ | Marcatori |  |

| Arbitro: | Marriner |

|                                          |           |  |
| Zanev 3’ S. Todorov 49’ (rig.) Janev 80’ | Marcatori |  |

| Arbitro: | Vukadinovic |

|                 |           |                  |
| Benjaminsen 70’ | Marcatori | 90+1’ Figueiredo |

| Arbitro: | Munukka |

|                                             |           |              |
| Bakoš 38’, 42’ Kolář 45+1’, 57’ Pilař 90+2’ | Marcatori | 49’ Malakyan |

| Arbitro: | Mažić |

|                       |           |  |
| Małecki 51’ Iliev 64’ | Marcatori |  |

| Arbitro: | Hategan |

|  |           |              |
|  | Marcatori | 68’ Jovančić |

| Arbitro: | De Marco |

|                                                    |           |  |
| Solari 59’ Aílton 66’ Adorno 80’ Charalambides 86’ | Marcatori |  |

| Arbitro: | Lechner |

|                                |           |  |
| Popovici 20’ Orbu 90+2’ (rig.) | Marcatori |  |

| Arbitro: | Stavrev |

|                                  |           |                         |
| Elek 27’ Sándor 32’ Lipták 45+2’ | Marcatori | 28’ Hölzl 39’ Feldhofer |

| Arbitro: | Liesveld |

|                              |           |                      |
| Krunić 9’, 34’ Vidaković 84’ | Marcatori | 24’, 54’ Dvalishvili |

| Arbitro: | Virant |

|                                 |           |  |
| McAllister 28’ Steindórsson 82’ | Marcatori |  |

### Tabella riassuntiva
| Squadra 1         | Totale | Squadra 2        | Andata | Ritorno |
| ----------------- | ------ | ---------------- | ------ | ------- |
| Maccabi Haifa     | 7 - 4  | Borac Banja Luka | 5 - 1  | 2 - 3   |
| Mogren            | 1 - 5  | Liteks Loveč     | 1 - 2  | 0 - 3   |
| Maribor           | 5 - 1  | F91 Dudelange    | 2 - 0  | 3 - 1   |
| Skënderbeu        | 0 - 6  | APOEL            | 0 - 2  | 0 - 4   |
| Slovan Bratislava | 3 - 1  | Tobol            | 2 - 0  | 1 - 1   |
| Sturm Graz        | 4 - 3  | Videoton         | 2 - 0  | 2 - 3   |
| Zestafoni         | 3 - 2  | Dacia            | 3 - 0  | 0 - 2   |
| Dinamo Zagabria   | 3 - 0  | Neftçi Baku      | 3 - 0  | 0 - 0   |
| Pyunik            | 1 - 9  | Viktoria Plzeň   | 0 - 4  | 1 - 5   |
| Partizan          | 5 - 0  | Škendija         | 4 - 0  | 1 - 0   |
| Valletta          | 2 - 4  | Ekranas          | 2 - 3  | 0 - 1   |
| Malmö             | 3 - 1  | HB Tórshavn      | 2 - 0  | 1 - 1   |
| Shamrock Rovers   | 1 - 0  | Flora Tallinn    | 1 - 0  | 0 - 0   |
| Rosenborg         | 5 - 2  | Breiðablik       | 5 - 0  | 0 - 2   |
| Bangor City       | 0 - 13 | HJK              | 0 - 3  | 0 - 10  |
| Skonto            | 0 - 3  | Wisła Cracovia   | 0 - 1  | 0 - 2   |
| Linfield          | 1 - 3  | BATE             | 1 - 1  | 0 - 2   |

## Terzo turno

### Campioni

#### Andata
| Arbitro: | Kakos |

|                |           |          |
| Gelashvili 74’ | Marcatori | 78’ Wolf |

| Panevėžys 26 luglio 2011, ore 18:00 CEST | Ekranas | 0 – 0 referto | BATE | Aukštaitija\| Arbitro: \| Aytekin \| |
| Arbitro:                                 | Aytekin |               |      |                                      |

| Nicosia 26 luglio 2011, ore 19:00 CEST | APOEL      | 0 – 0 referto | Slovan Bratislava | Neo GSP\| Arbitro: \| van Boekel \| |
| Arbitro:                               | van Boekel |               |                   |                                     |

| Arbitro: | Skjerven |

|           |           |                        |
| Tom 45+1’ | Marcatori | 19’ Lamey 76’ Melikson |

| Arbitro: | Koukoulakis |

|                                  |           |           |
| Vossen 70’ (rig.) Ogunjimi 90+2’ | Marcatori | 65’ Tomić |

| Arbitro: | Mateu Lahoz |

|  |           |             |
|  | Marcatori | 18’ Larsson |

| Arbitro: | Kovařik |

|          |           |                               |
| Ring 14’ | Marcatori | 19’ (aut.) Rafinha 77’ Sammir |

| Arbitro: | Radovanović |

|            |           |  |
| Ottesen 4’ | Marcatori |  |

| Arbitro: | Soares |

|                                     |           |            |
| Dvalishvili 8’ (rig.) Yampolsky 70’ | Marcatori | 27’ Marcos |

| Arbitro: | Jug |

|  |           |           |
|  | Marcatori | 33’ Pilař |

#### Ritorno
| Arbitro: | Göçek |

|                                         |           |             |
| Rodionov 18’ Bressan 35’ Gordeychuk 89’ | Marcatori | 22’ Velička |

| Arbitro: | Özkahya |

|  |           |                        |
|  | Marcatori | 42’ N'Doye 73’ Bolaños |

| Arbitro: | Bezborodov |

|           |           |             |
| Hamad 80’ | Marcatori | 24’ Jelavić |

| Arbitro: | Sippel |

|  |           |                          |
|  | Marcatori | 58’ Aílton 90+4’ Manduca |

| Arbitro: | Strahonja |

|                                  |           |                       |
| Bakoš 56’ Kolář 60’ Petržela 78’ | Marcatori | 44’ Lusting 77’ Prica |

| Arbitro: | Aydınus |

|                                   |           |             |
| Melikson 42’, 56’ (rig.) Wilk 84’ | Marcatori | 68’ Bodurov |

| Arbitro: | Gautier |

|             |           |  |
| Kienast 68’ | Marcatori |  |

| Arbitro: | Ennjimi |

|            |           |           |
| Marcos 32’ | Marcatori | 10’ Vered |

| Arbitro: | Jakobsson |

|              |           |  |
| Ibáñez 90+1’ | Marcatori |  |

| Arbitro: | De Sousa |

|           |           |                   |
| Tomić 40’ | Marcatori | 58’ (rig.) Vossen |

#### Tabella riassuntiva
| Squadra 1     | Totale | Squadra 2         | Andata | Ritorno |
| ------------- | ------ | ----------------- | ------ | ------- |
| Liteks Loveč  | 2 - 5  | Wisła Cracovia    | 1 - 2  | 1 - 3   |
| Maccabi Haifa | 3 - 2  | Maribor           | 2 - 1  | 1 - 1   |
| HJK           | 1 - 3  | Dinamo Zagabria   | 1 - 2  | 0 - 1   |
| APOEL         | 2 - 0  | Slovan Bratislava | 0 - 0  | 2 - 0   |
| Copenaghen    | 3 - 0  | Shamrock Rovers   | 1 - 0  | 2 - 0   |
| Genk          | 3 - 2  | Partizan          | 2 - 1  | 1 - 1   |
| Rosenborg     | 2 - 4  | Viktoria Plzeň    | 0 - 1  | 2 - 3   |
| Zestafoni     | 1 - 2  | Sturm Graz        | 1 - 1  | 0 - 1   |
| Ekranas       | 1 - 3  | BATE              | 0 - 0  | 1 - 3   |
| Rangers       | 1 - 2  | Malmö             | 0 - 1  | 1 - 1   |

### Piazzati

#### Andata
| Arbitro: | Fernández Borbalán |

|  |           |                             |
|  | Marcatori | 6’ Kasaev 68’ (rig.) Natcho |

| Arbitro: | Bebek |

|                       |           |  |
| Janko 34’ (rig.), 57’ | Marcatori |  |

| Arbitro: | Clos Gómez |

|                 |           |          |
| Reginiussen 90’ | Marcatori | 47’ Leto |

| Arbitro: | Yefet |

|              |           |             |
| González 90’ | Marcatori | 78’ Mehmedi |

| Arbitro: | Studer |

|                       |           |  |
| Nolito 71’ Gaitán 88’ | Marcatori |  |

#### Ritorno
| Arbitro: | Marriner |

|                                          |           |                                                 |
| Boumsong 35’ Toché 50’ Petropoulos 90+5’ | Marcatori | 12’ Johansson 58’ Ruud 80’ Kadrii 88’ Andreasen |

| Arbitro: | Braamhaar |

|                          |           |             |
| Dyadyun 19’ Medvedev 88’ | Marcatori | 90+3’ Gusev |

| Piatra Neamț 3 agosto 2011, ore 19:45 CEST | Vaslui  | 0 – 0 referto | Twente | Stadio Ceahlăul\| Arbitro: \| Fautrel \| |
| Arbitro:                                   | Fautrel |               |        |                                          |

| Arbitro: | Valeri |

|             |           |  |
| Mehmedi 58’ | Marcatori |  |

| Arbitro: | Stavrev |

|                    |           |            |
| Paulo Henrique 32’ | Marcatori | 19’ Nolito |

#### Tabella riassuntiva
| Squadra 1      | Totale | Squadra 2     | Andata | Ritorno |
| -------------- | ------ | ------------- | ------ | ------- |
| Standard Liegi | 1 - 2  | Zurigo        | 1 - 1  | 0 - 1   |
| Twente         | 2 - 0  | Vaslui        | 2 - 0  | 0 - 0   |
| Benfica        | 3 - 1  | Trabzonspor   | 2 - 0  | 1 - 1   |
| Dinamo Kiev    | 1 - 4  | Rubin Kazan'  | 0 - 2  | 1 - 2   |
| Odense         | 5 - 4  | Panathinaikos | 1 - 1  | 4 - 3   |

## Play-off

### Campioni

#### Andata
| Arbitro: | Atkinson |

|             |           |                                        |
| Ottesen 69’ | Marcatori | 52’ (aut.) Ottesen 59’ Pilař 79’ Fillo |

| Arbitro: | Oddvar Moen |

|           |           |           |
| Simić 59’ | Marcatori | 12’ Weber |

| Arbitro: | Lannoy |

|             |           |  |
| Małecki 71’ | Marcatori |  |

| Arbitro: | Stark |

|                           |           |           |
| Amashe 8’ Dvalishvili 28’ | Marcatori | 61’ Barda |

| Arbitro: | Proença |

|                                                |           |             |
| Sammir 4’, 60’ (rig.) Rukavina 56’ Bećiraj 84’ | Marcatori | 17’ Mehmeti |

#### Ritorno
| Arbitro: | Kassai |

|                                    |           |             |
| Pareiko 29’ (aut.) Aílton 54’, 87’ | Marcatori | 71’ Małecki |

| Arbitro: | Webb |

|                            |                      |                            |
| Vossen 35’ Buffel 41’      | Marcatori            | 37’ Golasa                 |
| Vossen Hubert Tőzsér Pudil | Tiri di rigore 4 – 1 | Dvalishvili Golasa Tawatha |

| Arbitro: | Rizzoli |

|                        |           |  |
| Wílton 69’ Jansson 86’ | Marcatori |  |

| Arbitro: | Velasco Carballo |

|                       |           |             |
| Bakoš 67’ Ďuriš 90+3’ | Marcatori | 32’ Bolaños |

| Arbitro: | Eriksson |

|  |           |                       |
|  | Marcatori | 36’ Volodko 70’ Simić |

#### Tabella riassuntiva
| Squadra 1       | Totale          | Squadra 2      | Andata | Ritorno     |
| --------------- | --------------- | -------------- | ------ | ----------- |
| Wisła Cracovia  | 2 - 3           | APOEL          | 1 - 0  | 1 - 3       |
| Maccabi Haifa   | 3 - 3 (1-4 dcr) | Genk           | 2 - 1  | 1 - 2 (dts) |
| Dinamo Zagabria | 4 - 3           | Malmö          | 4 - 1  | 0 - 2       |
| Copenaghen      | 2 - 5           | Viktoria Plzeň | 1 - 3  | 1 - 2       |
| BATE            | 3 - 1           | Sturm Graz     | 1 - 1  | 2 - 0       |

### Piazzati

#### Andata
| Arbitro: | Undiano Mallenco |

|                     |           |                              |
| de Jong 6’ Ruiz 80’ | Marcatori | 21’ Óscar Cardozo 35’ Nolito |

| Arbitro: | Blom |

|            |           |  |
| Walcott 4’ | Marcatori |  |

| Arbitro: | Rocchi |

|                                            |           |            |
| Gomis 10’ Kverkvelia 40’ (aut.) Briand 71’ | Marcatori | 3’ Dyadyun |

| Arbitro: | Skomina |

|               |           |  |
| Andreasen 84’ | Marcatori |  |

| Arbitro: | Nikolaev |

|                              |           |  |
| Schweinsteiger 8’ Robben 72’ | Marcatori |  |

#### Ritorno
| Arbitro: | Thomson |

|                             |           |  |
| Rossi 50’, 66’ Marchena 82’ | Marcatori |  |

| Arbitro: | Duhamel |

|  |           |          |
|  | Marcatori | 7’ Gómez |

| Arbitro: | De Bleeckere |

|            |           |          |
| Natcho 77’ | Marcatori | 87’ Koné |

| Arbitro: | Brych |

|                            |           |          |
| Witsel 46’, 66’ Luisão 59’ | Marcatori | 85’ Ruiz |

| Arbitro: | Benquerença |

|               |           |                            |
| Di Natale 39’ | Marcatori | 55’ van Persie 69’ Walcott |

#### Tabella riassuntiva
| Squadra 1     | Totale | Squadra 2    | Andata | Ritorno |
| ------------- | ------ | ------------ | ------ | ------- |
| Odense        | 1 - 3  | Villarreal   | 1 - 0  | 0 - 3   |
| Twente        | 3 - 5  | Benfica      | 2 - 2  | 1 - 3   |
| Arsenal       | 3 - 1  | Udinese      | 1 - 0  | 2 - 1   |
| Bayern Monaco | 3 - 0  | Zurigo       | 2 - 0  | 1 - 0   |
| Lione         | 4 - 2  | Rubin Kazan' | 3 - 1  | 1 - 1   |